# Tex Avery
Frederick Bean "Fred/Tex" Avery, född 26 februari 1908 i Taylor, Texas, död 26 augusti 1980 i Burbank, Kalifornien, var en amerikansk filmregissör, skådespelare, manusförfattare, animatör, med mera.
Han arbetade främst som regissör av tecknade filmer, och låg bakom praktiskt taget alla de tecknade filmer som MGM släppte mellan 1942 och 1954. Han uppfann kända figurer som Daffy Anka och Droopy Dog och tog fram Snurre Sprätts personlighet samt hans kända replik What's up, doc?.
Hans karriär började på Walter Lantz Studio där han arbetade som storyboardtecknare. Sedan arbetade han för Leon Schlesinger på Warner Brothers, på Paramount Pictures och för Fred Quimby på Metro-Goldwyn-Mayer.

## Filmografi i urval
- Gold Diggers of '49 (1935)
- I Love to Singa (1936)
- Porky's Duck Hunt (1937)
- Porky's Garden (1937)
- I Wanna Be a Sailor (1937)
- Thugs with Dirty Mugs (1939)
- Detouring America (1939)
- A Wild Hare (1940)
- The Haunted Mouse (1941)
- Blitz Wolf (1942)
- Droopy på förbrytarjakt (1943)
- Stackars Lenny (1946)
- Kanariefågeln som växte (1947)
- Sömnbrist (1949)
- Mästersångaren (1952)
- Little Johnny Jet (1953)
- Fiskare på jakt (1955)
- Djupfrysta toner (1955)